# طبربور

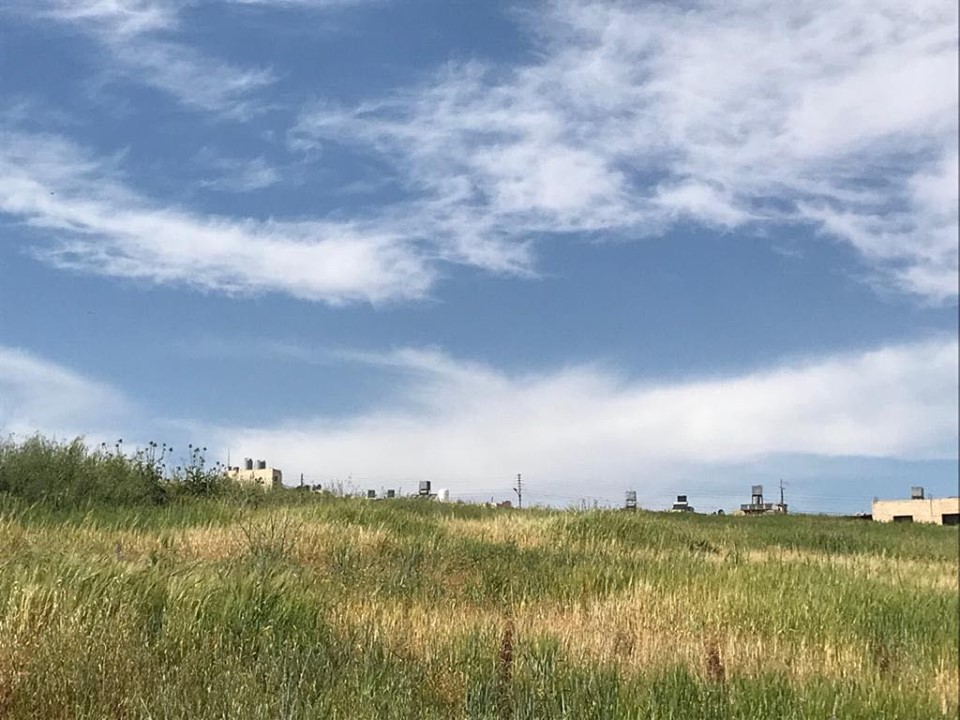
صورة لأحد المناظر الطبيعية في منطقة طبربور شمال العاصمة عمان/الأردن

طبربور هي إحدى أكبر مناطق بلدية طارق في العاصمة الأردنية عمان، تقع على ارتفاع 840-910 متر عن سطح البحر. في بداية مدخلها هناك اثار رومانية بناها الرومان اثناء تراحلهم وقبر لاحد عظمائهم.

## الموقع
تقع طبربور شمال شرق العاصمة عمان، يحدّها شمالاً منطقة شفا بدران وغربًا منطقة الجبيهة
ومن الجنوب بسمان ومن الشرق الزرقاء.
أما معنى كلمة طبربور فهو الأرض البور التي لا يستطيع الفأس اختراقها؛ حيث «طبر» هو الفأس الصغيرة و«بور» هي الأرض الصخرية التي لا تُزرع؛ لذلك اشتهرت طبربور بكثرة الكنوز المدفونة فيها، ومن بعض المناطق فيها تسمى الخزنة لكثرة ما وجد فيها من ذهب مدفون. وكل هذا كان في زمن العثمانيين، لأنهم وجدوها أرضاً صخرية مناسبة لدفن كنوزهم.

## التاريخ
يوجد في منطقة طبربور «ضريح النويجيس» وهو ضريح روماني يعود للقرن الثالث الميلادي، ويوجد أيضاً فيها قلعة شاهقة، كان يؤمها الناس من مختلف بقاع العالم، اندثرت هذه القلعة لقلة العناية بها!

### البيئة
يعانون سكان حي الغابة بطبربور من التلوث الناجم من المحاجر.

## السكان
يسكن المنطقة ما يقارب 950,000 نسمة وهي من أكثر مناطق عمان عدد بالسكان ويرجع ذلك لموقعها الإستراتيجي الواصل بين جميع مناطق عمان ومحافظات الشمال والوسط.

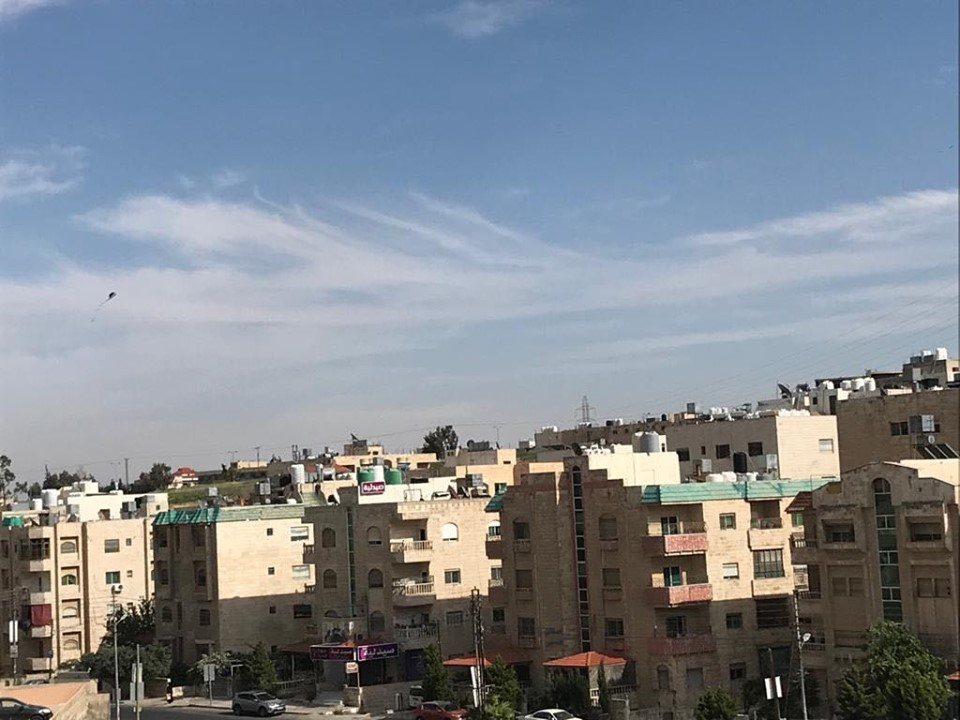
صورة لأحد التجمعات السكانية في منطقة طبربور في شمال العاصمة عمان/الأردن

## الاقتصاد

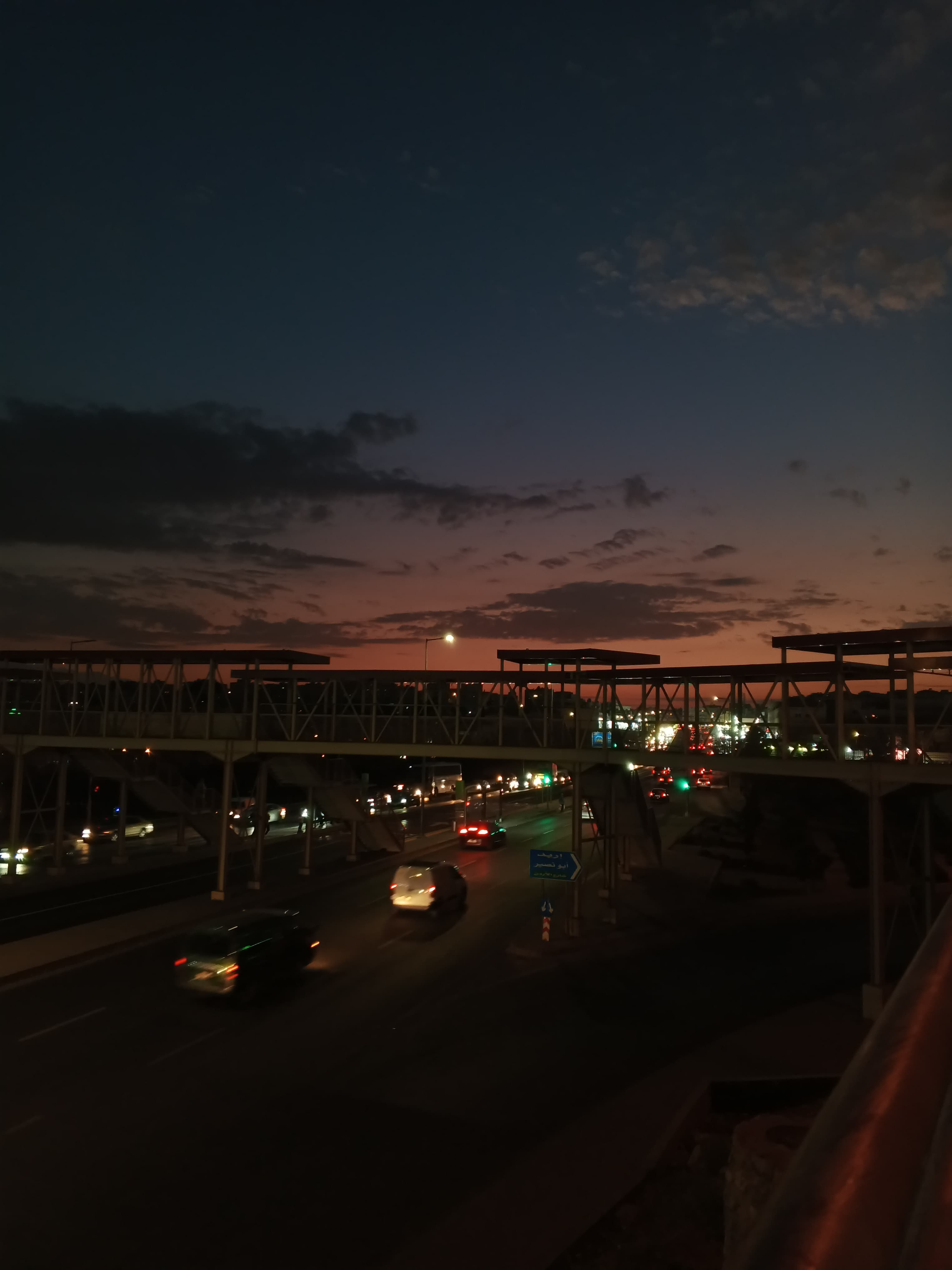
طبربور في المساء

تزدحم طبربور بالمحلات التجارية وتزدحم بالشراء وبالبياع والكثير من المسثمرين فيها، لذا تعتبر مركز تسوّق حيوي في المنطقة.

يوجد داخل طبربور مقر القيادة العامة للقوات المسلحة الأردنية التي تضم مكتب القائد الأعلى للقوات المسلحة الملك عبدالله الثاني بالإضافة إلى الاتحاد الرياضي العسكري وفندق القوات المسلحة، وتضم أيضا معسكر للقوات الخاصة الأردنية اقصى جنوب المنطقة، ومعسكر لجيش العربي ومعسكر لقوات الدرك.

## السياحة

### معالم أثرية

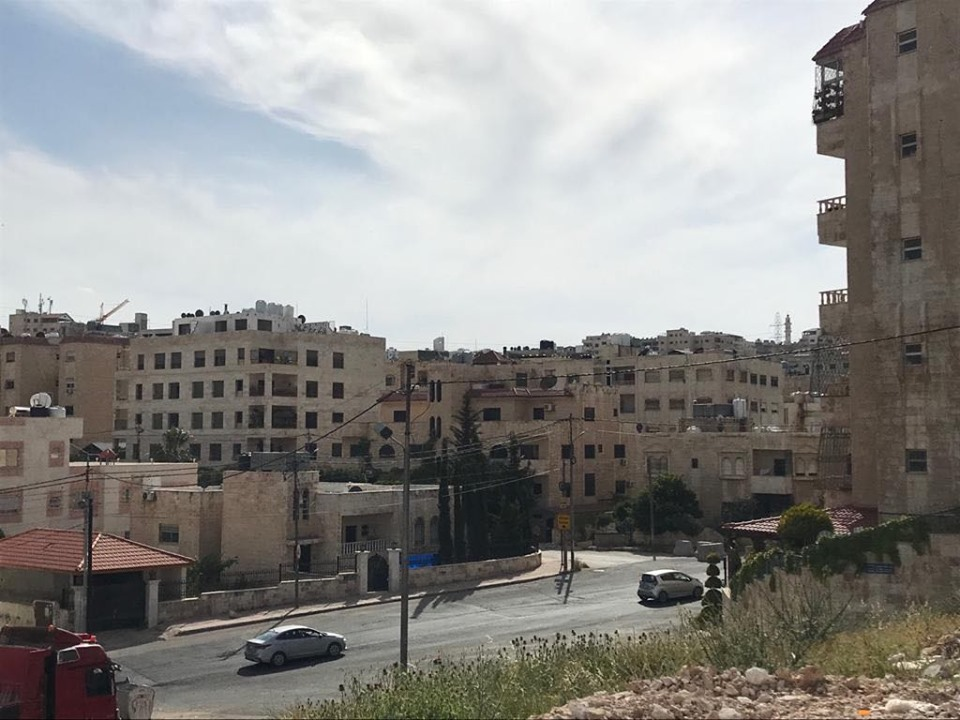
صورة لأحد شوارع وبيوت منطقة طبربور في شمال العاصمة عمان /الأردن

- صورة لأحد شوارع وبيوت منطقة طبربور في شمال العاصمة عمان /الأردنضريح النويجيس ضريح روماني قديم ويعود للقرن الثالث الميلادي ويقع على أرض كبيرة تحيطها الأشجار القديمة. وضريح نويجيس ويطلق عليه أحياناً قصر نويجيس، يقع على بعد 100 متر جنوب تقاطع بلدة طارق وأوتستراد عمّان - الزرقاء. والضريح روماني يعود للقرن الثاني الميلادي، مساحته 12 متر مربع ويعلو السطح قبة تقف على أقواس، ومن المعروف أن الأضرحة في العصر الروماني هي مقابر للعائلات الغنية وهي إحدى طرق الدفن المختلفة التي انتشرت في ذلك العصر.

## النقل والمواصلات
يعاني حي طبربور من ضيقة الشوارع ومن أزمة خاصة بعد الساعة السادسة مساء.
يوجد بما يقارب 6 باصات كوستر (الجامعة الأردنية - طبربور - أبو عليا) مما يسهل عملية النقل على السكان والطلاب، ويوجد أيضا سيتي باص (المحطة - طبربور) والتي تخرج من مجمع المحطة-رغدان، ويوجد (سرافيس) لنقل الداخلي داخل الأحياء. ويمر بها باص اتوستراد الزرقاء.